# يان سزكزيبايسكي
يان سزكزيبايسكي (بالبولندية: Jan Antoni Szczepański)‏ (20 نوفمبر 1939 – 15 يناير 2017) هو ملاكم بولندي راحل، مثّل بلاده في الألعاب الأولمبية الصيفية 1972 وحقق الميدالية الذهبية في فئة الوزن الخفيف.

## روابط خارجية
يان سزكزيبايسكي على موقع أوليمبيديا (الإنجليزية)
- يان سزكزيبايسكي على موقع اللجنة الأولمبية البولندية (مؤرشف) (البولندية)